# Tadeusz Dobosz (biolog)
Tadeusz Marian Dobosz (ur. 1948) – polski biolog, profesor nauk medycznych.

## Życiorys
W 1971 r. ukończył studia biologiczne na Uniwersytecie Wrocławskim, w 1978 r. doktoryzował się na podstawie pracy zatytułowanej Zastosowanie układów grupowych enzymów krwi AK, ADA, GPT i 6PGD przy dochodzeniu ojcostwa, której promotorem była prof. Danuta Schlesinger, w 2001 r. habilitował się na podstawie pracy pt. Częstość wybranych genów warunkujących polimorfizm genetyczny w obrębie populacji dolnośląskiej. W 2007 r. uzyskał tytuł profesora nauk medycznych.
Został zatrudniony na Uniwersytecie Medycznym im. Piastów Śląskich we Wrocławiu, oraz na Uniwersytecie Wrocławskim.
Był członkiem Komisji Przyrodniczo-Medycznej z siedzibą we Wrocławiu PAU.

## Odznaczenia
- Złoty Krzyż Zasługi (2005)[5]